# Elizabetha
Elizabetha là một chi thực vật có hoa trong họ Đậu.